# Europäisches Zentrum für Wahlunterstützung
Das Europäische Zentrum für Wahlunterstützung (European Centre for Electoral Support, ECES) ist eine gemeinnützige private Stiftung zur Förderung einer nachhaltigen demokratischen Entwicklung mit Sitz in Brüssel (Belgien). Sie leistet Beratungsdienste und operative Unterstützung für Wahlbeteiligte, wie Wählerorganisationen, Organisationen der Zivilgesellschaft (im Bereich der Bürger- und Wählerbildung und Wahlbeobachtung), politische Parteien, Parlamente, Medien, Sicherheitskräfte und wahlbezogene Konfliktschlichter. Präsidentin ist Monica Frassoni.

## Geschichte
Die Gründung erfolgte im Dezember 2010 im Rahmen des von der Europäischen Kommission organisierten Forums European Development Days („europäische Entwicklungstage“) im Gremium für Demokratie und Menschenrechte. Seither hat ECES diverse Aktionen zur Unterstützung von Wahlen in rund 35 Ländern durchgeführt, größtenteils in Afrika und dem Mittleren Osten, die überwiegend von der EU und den EU-Mitgliedsstaaten finanziert werden.

## Auftrag
Die Arbeit der ECES konzentriert sich auf:
- Wahl- und Demokratieförderung,
- Schaffung von Synergien zwischen Wahlbeobachtung und Wahlhilfeprogrammen,
- Kapazitätsaufbau, Kooperation, Peer Reviews und Erfahrungsaustausch in Süd-Süd-Perspektive,
- Unterstützung der Wissensentwicklung in der Wahlverwaltung,
- Entwicklung von Führungs- und Konfliktmanagementfähigkeiten für verschiedene Wahlbeteiligte durch Schulungen und Beratungsdienste.

ECES ist auch Mitglied der Europäischen Partnerschaft für Demokratie (EPD), einem europäischen Netzwerk zur Unterstützung der Demokratie, das sich aus 13 europäischen, nicht gewinnorientierten Organisationen aus 12 EU-Mitgliedstaaten zusammensetzt und deren Mitglieder kombiniert in den letzten fünf Jahren über 200 Projekte in rund 130 Ländern durchgeführt haben. ECES und EPD haben die „europäische Antwort auf Wahlzyklusunterstützung“ entwickelt, eine Strategie für die Umsetzung der Demokratie der EU und Wahlhilfe durch europäische Non-Profit-Organisationen.
Die Strategie wurde im Juni 2016 an den europäischen Entwicklungstagen vorgestellt. Die ECES nahmen an der Europäischen Partnerschaft für Demokratie teil und veröffentlichten die Lehren aus der Unterstützung der demokratischen und wahlpolitischen Prozesse in den vergangenen fünf Jahren. ECES beteiligte sich auch an dem hochrangigen Gremium „Umsetzung der Nachhaltigen Entwicklung Ziel 16 für friedliche und integrative Gesellschaften - Chancen und Herausforderungen im Bereich Sicherheit und Entwicklung“ unter dem Vorsitz des Hohen Vertreters der Union für Außen- und Sicherheitspolitik. Das Gremium setzte sich zusammen aus den neu gewählten Präsidenten der Zentralafrikanischen Republik Faustin-Archange Touadéra und Burkina Faso Roch Marc Christian Kaboré und der Jugendaktivistin Marouane Bakin, Gründer der «Macher der Hoffnung für die Menschenrechte». ECES wurde von Thijs Berman, dem Leiter des von der ECES finanzierten Projekts in der Zentralafrikanischen Republik, vertreten.

## Aufgabenbereich
Dem EURECS-Ansatz folgend, implementiert die ECES eine Reihe von Aktivitäten für Wahlbeteiligte:
- Analysen zu Wahlen und politischer Ökonomie,
- Verhindern, Abschwächen und Verwalten von wahlbezogenen Konflikten,
- Wahlkrisenreaktionszentrum und Konfliktkartierung,
- Unterstützung der politischen Parteien,
- Parlamentsunterstützung,
- Medienüberwachung und institutionelle Kommunikation,
- Zivil- und Wählerbildung,
- Sensibilisierungskampagnen,
- Kapazitätsaufbau für lokale Behörden für glaubwürdige und nachhaltige Wahlprozesse,
- Integritäts- und Qualitätsmanagementsysteme im Wahlprozess gemäß der ISO-Norm 17582: 2014 für Wahlleitungsgremien,
- Beschaffung von Wahlmaterial,
- Stimmzetteldesign und Übertragung der Ergebnisse,
- Kapazitätsentwicklung durch Ausbildungsprogramme,
- Führungs- und Konfliktmanagement-Fähigkeiten für Wahlbeteiligte – in Zusammenarbeit mit dem Centre for Creative Leadership, in englischer, französischer, portugiesischer, arabischer und englischer Sprache.,
- „BRIDGE“-Schulungen zum Ressourcenaufbau für Demokratie, Regierungsführung und Wahlen,
- Schulungen zu wirksamer Wahlunterstützung.

## Wichtige Projekte

### Burkina Faso
Das Mehrfach-Spender-Projekt zur Unterstützung der Glaubwürdigkeit und der Transparenz der Wahlen in Burkina Faso (PACTE BF) wurde konzipiert, um dem nationalen Wahlleitungsorgan (INEC) technische und operative Unterstützung zu bieten. Das von ECES in Partnerschaft mit dem Osservatorio di Pavia durchgeführte Projekt sollte die INEC bei der Durchführung ihrer Mission unterstützen, und zwar bei der Organisation von Präsidentschafts- und Legislativwahlen (2015) und Kommunalwahlen (2016).

### Guinea
ECES begann seine Aktivitäten in Guinea im Jahr 2014 mit einem Projekt zur Unterstützung der Stärkung der Kapazitäten der Nationalversammlung (PARCAN I). Seitdem ist die ECES nach wie vor sehr aktiv bei der Unterstützung von Wahlprozessen in Guinea und hat zusätzlich zu einer Erweiterung des Projekts zur Unterstützung der Nationalversammlung (PARCAN II) im Jahr 2015 zwei Projekte zur Unterstützung der Glaubwürdigkeit und der Transparenz der Wahlen in Guinea Conakry (PACTE GUINNE I und II) in den Jahren 2015 und 2016 durchgeführt. Diese von der EU finanzierten Projekte zielen darauf ab, die Kapazitäten der Wahlbeteiligten durch die Unterstützung neu installierter demokratischer Institutionen, Medien und der Zivilgesellschaft zu stärken und durch die Stärkung potenzieller Konflikte zu helfen Wahlstreitigkeiten.

### Madagaskar
Das von der EU finanzierte Projekt zur Unterstützung der Glaubwürdigkeit und der Transparenz des Wahlprozesses in Madagaskar (PACTE-MADAGASCAR) wurde 2013–2014 durch die Stärkung der Kapazitäten von lokalen Wahlbeteiligten, wie zivilgesellschaftliche Organisationen, Medien, politische Parteien, Wahlkandidaten, Rechtsanwälte und die CENIT (unabhängige nationale Wahlkommission für den Übergang), für eine professionellere, unparteiische und systematische Verwaltung des Wahlprozesses in Madagaskar entworfen.

### Komoren
Im Rahmen der EU-Unterstützung für demokratische Prozesse führte die ECES ihr erstes EU-finanziertes Projekt auf den Komoren im Jahr 2014 mit einem Projekt durch, das darauf abzielte, zur Stärkung der Organisation von glaubwürdigen und transparenten Wahlen für Parlamentswahlen und Wahlen für Inselberater (2015) beizutragen und die Kapazitäten der Wahlbeteiligten zu stärken (PACTE Komoren I). Auf der Grundlage dieser ersten erfolgreichen Zusammenarbeit in der Unterstützung der Wählerregierung und anderer Wählerstimmen der Komoren begann im Jahr 2016 ein neues, noch andauerndes Projekt zur Unterstützung der Organisation von Präsidentschafts- und Gouverneurswahlen, um die Bemühungen der PACTE-Komoren I weiter zu verfolgen, während sie die Empfehlungen der Wahlbeobachtungsmissionen (2015) sowie die Schlussfolgerungen ihrer externen Evaluierung nutzen.

### Südafrikanische Entwicklungsgemeinschaft
Das übergeordnete Ziel des Projekts „Verhinderung von Gewalt gegen Gewalt im SADC - PEVSADC“ besteht darin, wichtige Akteure wie zivilgesellschaftliche Organisationen in der Südafrikanische Entwicklungsgemeinschaft (SADC) durch das SADC-Wahlunterstützungsnetzwerk bei der Verhinderung von Gewalt und Konflikten zu unterstützen. PEV-SADC begann im Jahr 2013 und hat zwei Komponenten: eine umfassende Kapazitätsentwicklung für die Zivilgesellschaft, Wählerorganisationen und andere Stakeholder im Wahlprozess und eine Forschungskomponente, die Daten aus erster Hand über wahlbezogene Gewalt und Konflikte erfassen soll, die wiederum einer Beobachtungsstelle zugeführt werden.